# جیمز وستکات
جیمز وستکات (به انگلیسی: James Westcott) سناتور سابق عضو حزب دموکرات ایالات متحده آمریکا بود. وی در سال ۱۸۴۵ تا ۱۸۴۹ میلادی سناتور ایالت فلوریدا در سنای ایالات متحده آمریکا بود.